# Dariusz Golec
Dariusz Golec (ur. 1975 w Tarnogrodzie) – polski menedżer branży telekomunikacyjnej, inżynier i urzędnik państwowy, w 2017 p.o. prezesa Agencji Restrukturyzacji i Modernizacji Rolnictwa.

## Życiorys
Ukończył studia na Wydziale Fizyki Technicznej i Matematyki Stosowanej Politechniki Warszawskiej. W 2008 uzyskał certyfikat MBA IT.
Pracował jako koordynator i zarządca projektów m.in. w takich firmach, jak Polkomtel S.A., GG Network S.A. czy Poczta Polska S.A. Kierował również projektami dotyczącymi budowy, wdrażania i przetargów związanych z infrastrukturą telekomunikacyjną, a także strategie rozwoju dla produktów mobilnych. W 2016 został dyrektorem Departamentu Informatyki Agencji Restrukturyzacji i Modernizacji Rolnictwa; podlegały mu też Departament Baz Referencyjnych i Kontroli Terenowych oraz Departament Pomocy Technicznej w Agencji Restrukturyzacji i Modernizacji Rolnictwa. Organizował powstanie Wydziału Tworzenia Oprogramowania Departamentu Informatyki w Lublinie. W 2017 na 5 miesięcy tymczasowo przejął kierowanie ARiMR po odejściu Daniela Obajtka do Energi S.A. W sierpniu 2017 został p.o. zastępcy prezesa ARiMR, jednak w tym samym miesiącu zrezygnował z pracy w agencji.